# 石川義道
石川 義道（いしかわ よしみち）は、日本の外務官僚・法学者（国際経済法）。修士（国際経済法）（横浜国立大学・2007年）。静岡県立大学国際関係学部講師・大学院国際関係学研究科講師。
外務省経済局世界貿易機関紛争処理室室員などを歴任。

## 来歴

### 生い立ち
2003年3月、名古屋大学法学部卒業。その後、横浜国立大学大学院に進学、国際社会科学研究科国際経済法学系国際関係法専攻に在籍、森川俊孝・荒木一郎らの指導を受けた。横浜国立大学の短期派遣留学制度を利用してスイスに渡り、2005年9月から一年間、ベルン大学の世界貿易研究所にて学んだ。2007年3月、横浜国立大学大学院博士課程前期を修了。その後、横浜国立大学大学院博士課程後期に進学。同年9月、再びスイスに渡り、ベルン大学法学部博士課程に進学した。

### 官界・学界にて
2010年7月、外務省事務官となり、2014年8月まで同省で勤務。外務省では、内部部局である経済局世界貿易機関紛争処理室に所属。2014年10月、静岡県立大学国際関係学部講師に就任、主として国際関係学科の講義を担当した。同時に、静岡県立大学大学院国際関係学研究科講師を兼務、主として国際関係学専攻の講義を担当した。

## 研究
専門は法学。特に、国際経済法を研究する。具体的には、国際経済法の視点から、貿易と環境に纏わる研究を行っており、特に排出取引など気候変動に関する研究に取り組む。また、国際経済法の視点から、貿易と公衆衛生に纏わる研究を行う。そのほか、外務省経済局世界貿易機関紛争処理室に勤務した経験を持つことから、世界貿易機関における紛争解決制度の研究にも取り組む。たとえば、世界貿易機関を設立するマラケシュ協定に包含される貿易の技術的障害に関する協定を取り上げ、その第2条第1項および第2項の分析に取り組んだ。
日本国際経済法学会・国際経済法学会・国際法学会・アメリカ国際法学会・アジア国際法学会などに所属。

## 略歴
- 2003年 - 名古屋大学法学部卒業。
- 2007年 - 横浜国立大学大学院国際社会科学研究科博士課程前期修了。
- 2010年 - 外務省入省。
- 2010年 - 外務省経済局世界貿易機関紛争処理室配属。
- 2014年 - 静岡県立大学国際関係学部講師、同大学院国際関係学研究科講師。

## 著作

### 執筆等
- 有村俊秀・蓬田守弘・川瀬剛志編『地球温暖化対策と国際貿易――排出量取引と国境調整措置をめぐる経済学・法学的分析』東京大学出版会、2012年。ISBN 9784130461078

### 論文
- 石川義道稿「WTO紛争解決手続における立証責任概念の検討――農業協定第10条3項の分析を通じて」『横浜国際社会科学研究』12巻4/5号、横浜国立大学、2008年1月、617-634頁。ISSN 1346-0242
- 石川義道稿「米国・原産国表示事件の分析（上）――TBT協定2条2項の必要性要件の検討を中心に」『国際商事法務』41巻4号、国際商事法研究所、2013年、499-513頁。ISSN 0287-7511
- 石川義道稿「米国・原産国表示事件の分析（下）――TBT協定2条2項の必要性要件の検討を中心に」『国際商事法務』41巻5号、国際商事法研究所、2013年、690-703頁。ISSN 0287-7511
- 石川義道稿「TBT協定2条1項における『不利な待遇』の分析」『日本国際経済法学会年報』22号、日本国際経済法学会、2013年、141-166頁。ISSN 1342-1301

### 書評等
- 石川義道稿「文献紹介――Thomas Cottier, Olga Nartova and Sadeq Z. Bigdeli (eds.), International Trade Regulation and the Mitigation of Climate Change」『日本国際経済法学会年報』19号、日本国際経済法学会、2010年、194-199頁。ISSN 1342-1301

## 関連人物
- 荒木一郎 (法律学者)
- 川瀬剛志